# Leptomastix
Leptomastix är ett släkte av steklar som beskrevs av Förster 1856. Leptomastix ingår i familjen sköldlussteklar.

## Dottertaxa tillLeptomastix, i alfabetisk ordning[1][2]
- Leptomastix abyssinica
- Leptomastix africana
- Leptomastix algirica
- Leptomastix auraticorpus
- Leptomastix calopterus
- Leptomastix citri
- Leptomastix dactylopii
- Leptomastix digitariae
- Leptomastix ephyra
- Leptomastix epona
- Leptomastix flava
- Leptomastix fulva
- Leptomastix gunturiensis
- Leptomastix herreni
- Leptomastix hibiscusae
- Leptomastix histrio
- Leptomastix jonesi
- Leptomastix kirkleyae
- Leptomastix longicornis
- Leptomastix maculipes
- Leptomastix nigra
- Leptomastix nigritegulae
- Leptomastix nigrocincta
- Leptomastix nigrocoxalis
- Leptomastix salemensis
- Leptomastix sylvae
- Leptomastix tanasijtshuki
- Leptomastix tetrica
- Leptomastix trilongifasciata
- Leptomastix tsukumiensis